# Armeria neglecta
Armeria neglecta är en triftväxtart som beskrevs av Frédéric de Girard. Armeria neglecta ingår i släktet triftar, och familjen triftväxter. Inga underarter finns listade i Catalogue of Life.